# Юдин, Константин Константинович
Константи́н Константи́нович Ю́дин (22 декабря 1899 (3 января 1900), Семёновское, Дмитровский уезд, Московская губерния — 30 марта 1957, Москва) — советский кинорежиссёр. Заслуженный деятель искусств РСФСР (1954), лауреат Сталинской премии второй степени (1951).

## Биография
Родился 22 декабря 1899 (3 января 1900) года в селе Семёновском Дмитровского уезда (ныне Дмитровский район Московской области) в рабочей семье у крестьянина, выходца деревни Александровой Рогачевской волости, Константина Гавриловича Юдина и его жены Александры Егоровны (Георгиевны), крещён 24 декабря. По национальности русский. Отец Константин Гаврилович был мельником, до сентября 1904 года стал мещанином, воспитывал пятерых детей. После его смерти от чахотки 14 июля 1908 года дети переехали в соседнее село к деду с бабушкой. По окончании школы-четырёхлетки Константина отвезли в Москву для работы по найму. Сменив немало профессий, к 18 годам он стал жокеем московского ипподрома. В 1917 году переехал в Пятигорск для работы на местном ипподроме. С началом Гражданской войны добровольцем вступил в ряды РККА. Сражался на Северном Кавказе в составе конных войск. Демобилизовавшись в 1920 году, вернулся в Москву. В 1923—1926 годах работал в «Союзпечати», затем — во Всероссийском фотокиноотделе.
В 1926 году пришёл в кино. Его первой самостоятельной режиссёрской работой стал хроникальный фильм «Красный Крым» (1927). Снимал на фабриках «Госвоенкино» и «Совкомкино». В 1932 году окончил режиссёрский факультет Государственного института кинематографии. До 1939 года работал ассистентом у режиссёров Бориса Юрцева, Игоря Ильинского и Григория Александрова.
В первый период творчества (1939—1945) снимал комедийные фильмы («Девушка с характером», «Сердца четырёх», «Антоша Рыбкин», «Близнецы»), во второй (1950—1953) — приключенческо-героические («Смелые люди», «Застава в горах»), в третий (1953—1956) — преимущественно экранизации: «Беззаконие», «Шведская спичка» (оба по рассказам А. П. Чехова), «На подмостках сцены» (экранизация водевиля Дмитрия Ленского «Лев Гурыч Синичкин», 1839).
Скончался 30 марта 1957 года во время работы над фильмом «Борец и клоун» об артисте цирка Анатолии Дурове и борце-профессионале Иване Поддубном, который был закончен Борисом Барнетом. Похоронен в Москве на Новодевичьем кладбище (участок № 5).

## Семья
Жена — киноактриса Инна Фёдорова (1905—1990).
Дедушки — крестьяне д. Александровой Гавриил Иванович Юдин и д. Трехденевой Егор Иванович Маслянников;
Отец — Константин Гаврилович Юдин (ок. 1868 — 14.07.1908), мать — д. Трехденевой Александра Егоровна (Георгиевна) Юдина (ур. Маслянникова) (ок. 1876 — ?). Пара венчалась 13 февраля 1894 года в Никольской церкви в Рогачёве. Помимо Константина, в семье родились дети:
- 9 октября 1895[8] — Николай Юдин, кинооператор, в 1937 году арестован по 58-й статье и вскоре расстрелян. Реабилитирован в 1957 году[1][4];
- 24 июля 1897[9] — Иван, ум. 3 августа[10];
- 5 сентября 1898[11] — Михаил, ум. 18 сентября[12];
- 15 июня 1902[13] — Сергей;
- 25 сентября 1904[5] — Елизавета Юдина[14][15];
- 7 февраля 1907[16] — Василий Юдин[14][15].

## Творчество
В своих фильмах Константин Юдин прежде всего старался передать эмоциональное состояние персонажей средствами актёрской работы, и поэтому ему было удобно работать с одними и теми же актёрами. Так, Андрей Тутышкин снимался у него трижды, но лишь в первом фильме («Девушка с характером») сыграл героя своего возраста. В «Сердцах четырёх» 31-летний актёр исполнил роль пожилого профессора астрономии, а в «Близнецах» — ещё более эксцентричного старика, профессора-психиатра Листопадова. При этом во всех трёх случаях актёр выглядит убедительно.
Павел Шпрингфельд, сыгравший сына Листопадова и молодого зоолога Глеба в «Сердцах», в действительности был на два года старше Тутышкина. Дважды Юдин на главные роли приглашал Валентину Серову, Людмилу Целиковскую и Сергея Гурзо, неоднократно снимал Григория Абрикосова, Станислава Чекана , Михаила Яншина и Алексея Грибова.
Фильмы Юдина всегда достоверно и ярко передают характерные детали быта, будь то комедийные картины на современные темы или же экранизации. Все свои фильмы Константин Юдин снял на киностудии «Мосфильм».
Среди закрытых и нереализованных проектов — фильмы «Надежда Дурова», «Трезвое вино», «Счастливые берега», «Накануне», «Повесть о „Неистовом“», «Взятие Измаила», «Спортивная честь», «Попрыгунья».

## Награды и звания
- орден Трудового Красного Знамени[17]

- орден Красной Звезды (14.04.1944)
- орден «Знак Почёта» (06.03.1950) — за выдающиеся заслуги в развитии советской кинематографии, в связи с 30-летием[18].
- медали
- Сталинская премия второй степени (1951) — за фильм «Смелые люди» (1950)
- заслуженный деятель искусств РСФСР (1954)

## Фильмография

### Режиссёр
- 1927 — Красный Крым (документальный фильм)
- 1929 — Остров Тогуй (документальный фильм)
- 1932 — Волчья ночь (дипломный фильм)
- 1935 — Мяч и сердце — сорежиссёр (с Б. Юрцевым), актёр (футбольный арбитр)
- 1939 — Девушка с характером
- 1941 — Сердца четырёх
- 1941 — Боевой киносборник № 3 (Победа за нами!) — комедийная новелла «Антоша Рыбкин»
- 1942 — Антоша Рыбкин — режиссёр, эпизодическая роль (капитан пехоты)
- 1945 — Близнецы
- 1950 — Смелые люди
- 1953 — Застава в горах
- 1953 — Беззаконие (короткометражный)
- 1954 — Шведская спичка
- 1956 — На подмостках сцены
- 1957 — Борец и клоун (закончен Б. В. Барнетом)

### Прочее
- 1934 — Любовь Алёны — ассистент режиссёра
- 1936 — Однажды летом — ассистент режиссёра
- 1938 — Волга-Волга — ассистент режиссёра